# Захищена райка
Захищена райка (Stereocyclops) — рід земноводних родини Карликові райки ряду Безхвості. Має 3 види.

## Опис
За своєю будовою загалом схожі на інших представників родини Карликові райки. Особливістю є тонка шкіра, що рясно вкрита величезними залозами. Інша відмінність є наявність кістяного кільця, яке оточує рогову оболонку ока. Забарвлення цих земноводних переважно жовтуватих, світло-коричневих, блякло-оливкових кольорів.

## Спосіб життя
Полюбляють воло ліси, скреби, прісноводні озера. Зустрічаються на висоті до 600 м над рівнем моря. Активні вночі. Живляться термітами. Цікавим є спосіб полювання на термітів. Численні залози цих райок виділяють рідину, яка огортає усе тіло земноводного, потім твердішає на повітрі, утворюючи своєрідний панцир — захист від термітів. Звідси походить назва цього роду.
Самиці відкладають яйця на мілині. Личинкова стадія у цих видів проходить в яйці.

## Розповсюдження
Мешкає у східній Бразилії.

## Види
- Stereocyclops incrassatus
- Stereocyclops palmipes
- Stereocyclops parkeri